# Uschakow-Heimatmuseum (Temnikow)

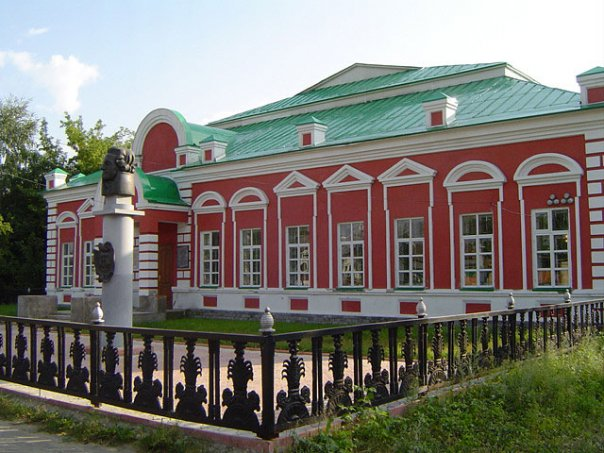
Das Heimatmuseum

Das Uschakow-Heimatmuseum (russ. Темниковский историко-краеведческий музей имени Ф.Ф. Ушакова) ist eine Zweigniederlassung des republikanischen Heimatmuseums Mordwinien in Temnikow.

## Geschichte
Das erste Heimatmuseum in Temnikow wurde 1903 von der städtischen Adelsversammlung (russ. дворянское собрание) unter Ujezd Temnikow gegründet und existierte bis 1956, als die Sammlungen an das neue republikanische Heimatmuseum übergeben wurden. Dieses Museum wurde allerdings nicht mehr nach Admiral Uschakow benannt. 10 Jahre später gründete Pjotr Smirnow, ein bekannter Landeskundler Mordwieniens und Erforscher des Lebens Uschakows ein neues Heimatmuseum, das sich als Zweigniederlassung des republikanischen Heimatmuseums organisierte. Zunächst befand sich das Museum im Kulturpalast, wo es drei Zimmer belegte. 1973 wurde das Museum in einem repräsentativen Gebäude untergebracht, das 1809 errichtet wurde. Im Jahr 1812, während des Krieges gegen Napoleon, hatte dort Admiral Uschakow ein Krankenhaus für Verwundete eingerichtet und finanziert.
Das Museum, das heute an der Kommunistitschesskaja-Straße 19, liegt zählt 10.000 bis 15.000 Besucher pro Jahr. 

## Die Sammlung
Die Sammlungen befinden sich in sieben Sälen und umfassen rund 7000 Exponate. Gezeigt werden neben archäologischen Funden aus dem Neolithikum, vor allem Kunsthandwerk, Möbel, Kostüme, Porzellan uns Keramik sowie Volkskunst bis zum Anfang des 20. Jahrhunderts. Außerdem enthält das Museum eine Sammlung von Gemälden und Skulpturen. Ein gesonderter Saal ist Admiral Uschakow gewidmet.